# Bridgman (efternamn)
Bridgman även skrivet Bridgeman är ett engelskt efternamn som burits av bland andra:
- Frederick Arthur Bridgman (1847–1928) amerikansk konstnär
- Laura Bridgman (1829–1889) amerikansk dövblindspråkspionjär
- Mel Bridgman (född 1955), kanadensisk ishockeyspelare
- Percy W. Bridgman (1882–1961) amerikansk fysiker och nobelpristagare
- Tim Bridgman (född 1985) brittisk racerförare
- William Bridgeman, 1:e viscount Bridgeman (1864–1935), brittisk politiker